# 毛碩
毛硕（？—1166年）字仲权，甘陵人。金朝官员。

## 经历
本宋朝人。宋朝测试弓马子弟，毛硕考中，任高阳关路安抚司准备差使。不久任河间尉，又任兵马都监。完颜宗望攻宋，毛硕率部投降。
齐国建立，由淮东路第一副将升任滑州知州。刘麟伐南宋，毛硕任行营中军统制军马。
金人廢齊國後，金熙宗天眷年间，先后任汴京路、山东西路兵马都监。皇统元年（1141年），任拱州知州。宋将张俊占据亳州，柘城酒监房人杰起兵策应，毛硕发兵应对。到柘城，亲自扣城门，找到年老而有地位的士绅说明情况。当地人抓住房人杰，投降。毛硕进入县署，召百姓慰劳，百姓们很高兴，将此事刻于石上。皇统四年（1144年），任拱州刺史。元帅梁王完颜宗弼承制超武义将军，改曹州知州。有书生给毛硕写信，辱骂他，毛硕手下都无法忍受。毛硕请他上座，感谢他说：“使硕常闻斯言，庶乎寡过。（如我经常听你的话，就可少犯错误）”当时人听说后都夸奖毛硕。又先后任郑州、通州防御使。
海陵王天德二年（1150年），任陕西路转运使。因陕右边荒，种植物不过麻、粟、荞麦，税收很少，市井交易惟川绢、干姜，商业不通，酒税减少，毛硕请求汴京、燕京照例发行交钞。而巩、会、德顺道路多险，盐质量太重，请求一引分作三四，以从轻便。朝廷都同意了。秦州仓粟陈积，而百姓有意图拿走的，只在本州折价出售，用途不问。改任河东南路转运使。上言：“顷者，定立商酒课，不量土产厚薄、户口多寡及今昔物价之增耗，一概理责之，故监官被系，失身破家，折佣逃窜。或为奸吏盗有实钱，而以赊券输官，故河东有积负至四百余万贯，公私苦之。请自今禁约酒官，不得折准赊贷，惟许收用实钱，则官民俱便。（过去征收商酒税，不看农业收成、人口数量和物价变化，等量征收，所以有百姓家破人逃，有的奸吏贪污财物，向上级打白条，造成河东南路欠税四百余万贯，政府和民间都很为难。请从现在要求收税者向上交货币，不许打白条赊帐，官民都方便。）”该办法一直实行到金朝灭亡以后。任期届满，免去南京路都转运使。
世宗大定六年（1166年）退休，逝世于家中。
毛硕文雅好事，性谨饬，每见古人行事有益于时者，常书置座右，以为莅官之戒云。

## 延伸阅读
[在维基数据编辑]
 《金史·卷92》，出自脱脱《遼史》